# Emmetsburg
Emmetsburg és una població dels Estats Units a l'estat d'Iowa. Segons el cens del 2000 tenia 3.958 habitants.

## Demografia
Segons el cens del 2000, Emmetsburg tenia 3.958 habitants, 1.620 habitatges, i 941 famílies. La densitat de població era de 404,3 habitants/km².
Dels 1.620 habitatges en un 24,9% hi vivien nens de menys de 18 anys, en un 49,1% hi vivien parelles casades, en un 6,9% dones solteres, i en un 41,9% no eren unitats familiars. En el 34,8% dels habitatges hi vivien persones soles el 18% de les quals corresponia a persones de 65 anys o més que vivien soles. El nombre mitjà de persones vivint en cada habitatge era de 2,24 i el nombre mitjà de persones que vivien en cada família era de 2,9.
Per edats la població es repartia de la següent manera: un 20,5% tenia menys de 18 anys, un 13,9% entre 18 i 24, un 21,6% entre 25 i 44, un 21,2% de 45 a 60 i un 22,7% 65 anys o més.
L'edat mediana era de 41 anys. Per cada 100 dones de 18 o més anys hi havia 85,4 homes.
La renda mediana per habitatge era de 31.520 $ i la renda mediana per família de 44.554 $. Els homes tenien una renda mediana de 29.830 $ mentre que les dones 20.800 $. La renda per capita de la població era de 17.599 $. Entorn del 6,9% de les famílies i el 13,1% de la població estaven per davall del llindar de pobresa.

## Poblacions més properes
El següent diagrama mostra les poblacions més properes.